# Sphaerochthonius longisetus
Sphaerochthonius longisetus är en kvalsterart som beskrevs av Wallwork 1977. Sphaerochthonius longisetus ingår i släktet Sphaerochthonius och familjen Sphaerochthoniidae. Inga underarter finns listade i Catalogue of Life.